# Бюджет Москвы
Бюджет Москвы в соответствии с законом Москвы № 39 от 10 сентября 2008 года наряду с бюджетами Московского городского фонда обязательного медицинского страхования и муниципальных образований образует бюджетную систему города Москвы.

## Показатели московского бюджета

### При мэре Юрии Лужкове
| Доходы бюджета Москвы в 1992—2010 гг.                                                                                            | Доходы бюджета Москвы в 1992—2010 гг. | Доходы бюджета Москвы в 1992—2010 гг. | Доходы бюджета Москвы в 1992—2010 гг. | Доходы бюджета Москвы в 1992—2010 гг. |
| год |                                       |                                       |                                       | трлн руб.                             |
| --- | ------------------------------------- | ------------------------------------- | ------------------------------------- | ------------------------------------- |
| 1992 |                                       |                                       |                                       |                                       |
| 1993 |                                       |                                       |                                       |                                       |
| 1994 |                                       |                                       | 0,017135                              |                                       |
| 1995 |                                       |                                       | 0,033522                              |                                       |
| 1996 |                                       |                                       | 0,040868                              |                                       |
| 1997 |                                       |                                       | 0,055155                              |                                       |
| 1998 |                                       |                                       | 0,050                                 |                                       |
| 1999 |                                       |                                       | 0,108                                 |                                       |
| 2000 |                                       |                                       | 0,196                                 |                                       |
| 2001 |                                       |                                       | 0,233                                 |                                       |
| 2002 |                                       |                                       | 0,282                                 |                                       |
| 2003 |                                       |                                       | 0,339                                 |                                       |
| 2004 |                                       |                                       | 0,394                                 |                                       |
| 2005 |                                       |                                       | 0,522                                 |                                       |
| 2006 |                                       |                                       | 0,757                                 |                                       |
| 2007 |                                       |                                       | 0,956                                 |                                       |
| 2008 |                                       |                                       | 1,290                                 |                                       |
| 2009 |                                       |                                       | 1,009                                 |                                       |
| 2010 |                                       |                                       | 1,126                                 |                                       |
| Согласно законам об исполнении бюджета Москвы за соответствующие годы; в 1998 году была проведена денежная реформа (деноминация) |                                       |                                       |                                       |                                       |

| Расходы бюджета Москвы в 1992—2010 гг.                                                                                           | Расходы бюджета Москвы в 1992—2010 гг. | Расходы бюджета Москвы в 1992—2010 гг. | Расходы бюджета Москвы в 1992—2010 гг. | Расходы бюджета Москвы в 1992—2010 гг. |
| год |                                        |                                        |                                        | трлн руб.                              |
| --- | -------------------------------------- | -------------------------------------- | -------------------------------------- | -------------------------------------- |
| 1992 |                                        |                                        |                                        |                                        |
| 1993 |                                        |                                        |                                        |                                        |
| 1994 |                                        |                                        | 0,016756                               |                                        |
| 1995 |                                        |                                        | 0,033415                               |                                        |
| 1996 |                                        |                                        | 0,040575                               |                                        |
| 1997 |                                        |                                        | 0,053251                               |                                        |
| 1998 |                                        |                                        | 0,050                                  |                                        |
| 1999 |                                        |                                        | 0,107                                  |                                        |
| 2000 |                                        |                                        | 0,173                                  |                                        |
| 2001 |                                        |                                        | 0,229                                  |                                        |
| 2002 |                                        |                                        | 0,304                                  |                                        |
| 2003 |                                        |                                        | 0,356                                  |                                        |
| 2004 |                                        |                                        | 0,407                                  |                                        |
| 2005 |                                        |                                        | 0,503                                  |                                        |
| 2006 |                                        |                                        | 0,691                                  |                                        |
| 2007 |                                        |                                        | 0,928                                  |                                        |
| 2008 |                                        |                                        | 1,316                                  |                                        |
| 2009 |                                        |                                        | 1,155                                  |                                        |
| 2010 |                                        |                                        | 1,106                                  |                                        |
| Согласно законам об исполнении бюджета Москвы за соответствующие годы; в 1998 году была проведена денежная реформа (деноминация) |                                        |                                        |                                        |                                        |

### При мэре Сергее Собянине
В 2017 году доходы бюджета города Москвы впервые превысили 2 трлн рублей, увеличившись в два раза по сравнению с 2009 годом. На начало десятилетия долг Москвы составлял примерно 300 млрд рублей, а к 2018 году его размер сократился почти в десять раз до 34 млрд рублей. В структуре доходов за десятилетие более 70 % поступлений в городской бюджет обеспечивали налог на прибыль организаций и налог на доходы физических лиц.
| Доходы бюджета Москвы в 2010—2021 гг. | Доходы бюджета Москвы в 2010—2021 гг. | Доходы бюджета Москвы в 2010—2021 гг. | Доходы бюджета Москвы в 2010—2021 гг. | Доходы бюджета Москвы в 2010—2021 гг. |
| год |                                       |                                       |                                       | трлн руб.                             |
| --- | ------------------------------------- | ------------------------------------- | ------------------------------------- | ------------------------------------- |
| 2010 |                                       |                                       | 1,126                                 |                                       |
| 2011 |                                       |                                       | 1,480                                 |                                       |
| 2012 |                                       |                                       | 1,488                                 |                                       |
| 2013 |                                       |                                       | 1,482                                 |                                       |
| 2014 |                                       |                                       | 1,546                                 |                                       |
| 2015 |                                       |                                       | 1,665                                 |                                       |
| 2016 |                                       |                                       | 1,853                                 |                                       |
| 2017 |                                       |                                       | 2,095                                 |                                       |
| 2018 |                                       |                                       | 2,376                                 |                                       |
| 2019 |                                       |                                       | 2,630                                 |                                       |
| 2020 |                                       |                                       | 2,869                                 |                                       |
| 2021** |                                       |                                       | 2,642                                 |                                       |
| Для 2018 года указаны оперативные данные об исполнении бюджета на сайте budget.mos.ru; для 2019—2021 гг. указаны данные в соответствии с законом о бюджете Москвы на 2019—2021 гг. |                                       |                                       |                                       |                                       |

| Расходы бюджета Москвы в 2010—2021 гг. | Расходы бюджета Москвы в 2010—2021 гг. | Расходы бюджета Москвы в 2010—2021 гг. | Расходы бюджета Москвы в 2010—2021 гг. | Расходы бюджета Москвы в 2010—2021 гг. |
| год |                                        |                                        |                                        | трлн руб.                              |
| --- | -------------------------------------- | -------------------------------------- | -------------------------------------- | -------------------------------------- |
| 2010 |                                        |                                        | 1,106                                  |                                        |
| 2011 |                                        |                                        | 1,399                                  |                                        |
| 2012 |                                        |                                        | 1,535                                  |                                        |
| 2013 |                                        |                                        | 1,529                                  |                                        |
| 2014 |                                        |                                        | 1,601                                  |                                        |
| 2015 |                                        |                                        | 1,522                                  |                                        |
| 2016 |                                        |                                        | 1,737                                  |                                        |
| 2017 |                                        |                                        | 2,097                                  |                                        |
| 2018 |                                        |                                        | 2,315                                  |                                        |
| 2019 |                                        |                                        | 2,685                                  |                                        |
| 2020 |                                        |                                        | 3,006                                  |                                        |
| 2021** |                                        |                                        | 3,152                                  |                                        |
| Для 2018 года указаны оперативные данные об исполнении бюджета на сайте budget.mos.ru; для 2019—2021 гг. указаны данные в соответствии с законом о бюджете Москвы на 2019—2021 гг. |                                        |                                        |                                        |                                        |